# John Llewellyn Moxey
John Llewellyn Moxey, a volte accreditato come John L. Moxey o John Moxey (26 febbraio 1925 – University Place, 29 aprile 2019), è stato un regista britannico.

## Biografia
Nato in Argentina nel 1925, la sua famiglia all'epoca gestiva un'azienda di carbone e acciaio in Sud America. Frequentò la Rose Hill School, Banstead, Ottershaw College, Bradfield College e il Royal Military College di Sandhurst.
Prima di entrare nell'industria cinematografica, prestò servizio nella seconda guerra mondiale nella 53rd Infantry Division Reconnaissance Corps. Iniziò la sua carriera come montatore ma successivamente diresse gli episodi della serie britannica London Playhouse e Le avventure di Tugboat Annie.
Debuttò alla regia con il film La città dei morti (noto anche come Horror Hotel, 1960). Diresse anche il film Il lungo coltello di Londra (1966).
Per gran parte della sua carriera si concentrò sulla regia televisiva, inclusi episodi della serie britannica Man of the World, I gialli di Edgar Wallace, Armchair Theatre, Il barone, Il Santo e le serie americane Al banco della difesa, Hawaii Squadra Cinque Zero, Missione Impossibile, Mannix, Kung Fu, Miami Vice, Magnum, P.I., La signora in giallo e l'episodio pilota di Charlie's Angels. Diresse anche numerosi film per la televisione, tra cui A Taste of Evil (1971), Natale con i tuoi (1972), The Night Stalker (1972) prima apparizione di Kolchak, il giornalista detective, protagonista dell'omonima serie, Genesis II (1973), Where Have All the People Gone? (1974), No Place to Hide (1981) e Desire, the Vampire (1982).

## Filmografia parziale

### Cinema
- La città dei morti (The City of the Dead) (1960)
- Il lungo coltello di Londra (Circus of Fear) (1966)

### Televisione
- Una storia allucinante (The Night Stalker) - film TV (1972)
- Natale con i tuoi (Home for the Holidays) - film TV (1972)
- Indagine oltre il buio (Desire, the Vampire - film TV (1982)
- La signora in giallo (Murder, She Wrote) - serie TV, 18 episodi (1984-1991)